# Personenwaage

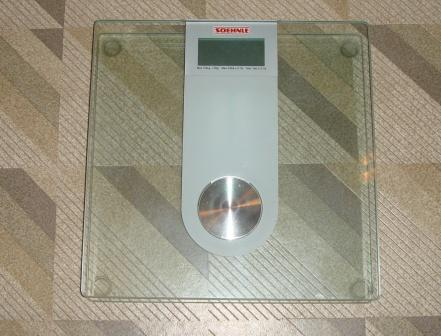
Elektronische Personenwaage

Eine Personenwaage ist ein Gebrauchsgegenstand zur Bestimmung des Körpergewichts. Das Messergebnis ist auf einer analogen oder digitalen Anzeige ablesbar.
Der Messbereich ist je nach Bauart unterschiedlich. Die Untergrenze liegt üblicherweise bei 4 bis 6 kg (darunter wird unabhängig von der tatsächlichen Belastung 0 kg angezeigt). Die Obergrenze beträgt in der Regel mindestens 130 kg, bei Adipositas-Waagen auch bis zu 300 kg.

## Messmethoden
Personenwaagen gibt es in verschiedenen Bauformen. Die Modelle werden grundsätzlich nach ihrer Messmethode unterschieden:

### Mechanische Messung
Die handelsüblichen mechanischen Personenwaagen arbeiten nach dem Prinzip der Federwaage. Über die Verformung der Feder wird die der Masse proportionale Gewichtskraft bestimmt und das Ergebnis per Übersetzung mit Zahnrädern auf die analoge Skalenanzeige übertragen. Die Markierungen sind stets ringförmig angeordnet, die Bauweise jedoch variiert: Bei der Drehskala ist nur ein Segment der Anzeige sichtbar. Der Zeiger ist fixiert, die Skala dreht sich. Bei der Vollsichtskala (Vollbildskala) ist die gesamte Anzeige sichtbar. Hier rotiert ein mittig angebrachter Zeiger über einer stationären Skala. Die Skalenteilung liegt in der Regel bei 1.000 g, seltener sind es 500-g-Schritte.
Eine historische Sonderform ist die Spiegelwaage bei der das Gewicht über einen an der Waage angebrachten Spiegel abgelesen werden kann.

### Elektronische Messung
Die Elektronische Personenwaage ist eine Federwaage mit einer sehr steifen Feder. Die Auslenkung wird mit einem Dehnungsmessstreifen elektrisch gemessen, von einem Mikrochip elektronisch weiterverarbeitet und als digitale Ziffernanzeige in einem LC-Display oder LED-Display lesbar gemacht. Falls unter einer getönten Glasplatte verbaut, ist das Anzeigenfeld im ausgeschalteten Zustand nicht sichtbar. Das Einschalten erfolgt über einen Fußsensor, das Ausschalten automatisch. Bei Modellen mit WLAN- oder Bluetooth-Synchronisierung werden die Messdaten automatisch in eine App eingespeist.
Durch ihre feinere Skalierung (bis auf 50 g reduziert) geben elektronische Personenwaagen vor, genauer zu messen als mechanische. Tests haben jedoch ergeben, dass nur geeichte Waagen diesem Anspruch genügen.

### Massenvergleichsmessung
Laufgewichtswaagen haben einen Balken mit verschiebbarem Ausgleichsgewicht. Anders als mechanische und elektronische Waagen wägen diese Balkenwaagen nicht durch Gewichtskraftmessung, sondern durch Massenvergleich. Das konstante Gegengewicht kann auf einem mit einer Skala versehenen Hebelarm verschoben werden. Bei Gleichheit der beiden Massen zeigt die Position des Laufgewichts die gewogene Masse an – bei historischen Personenwaagen ein durchaus übliches Prinzip.

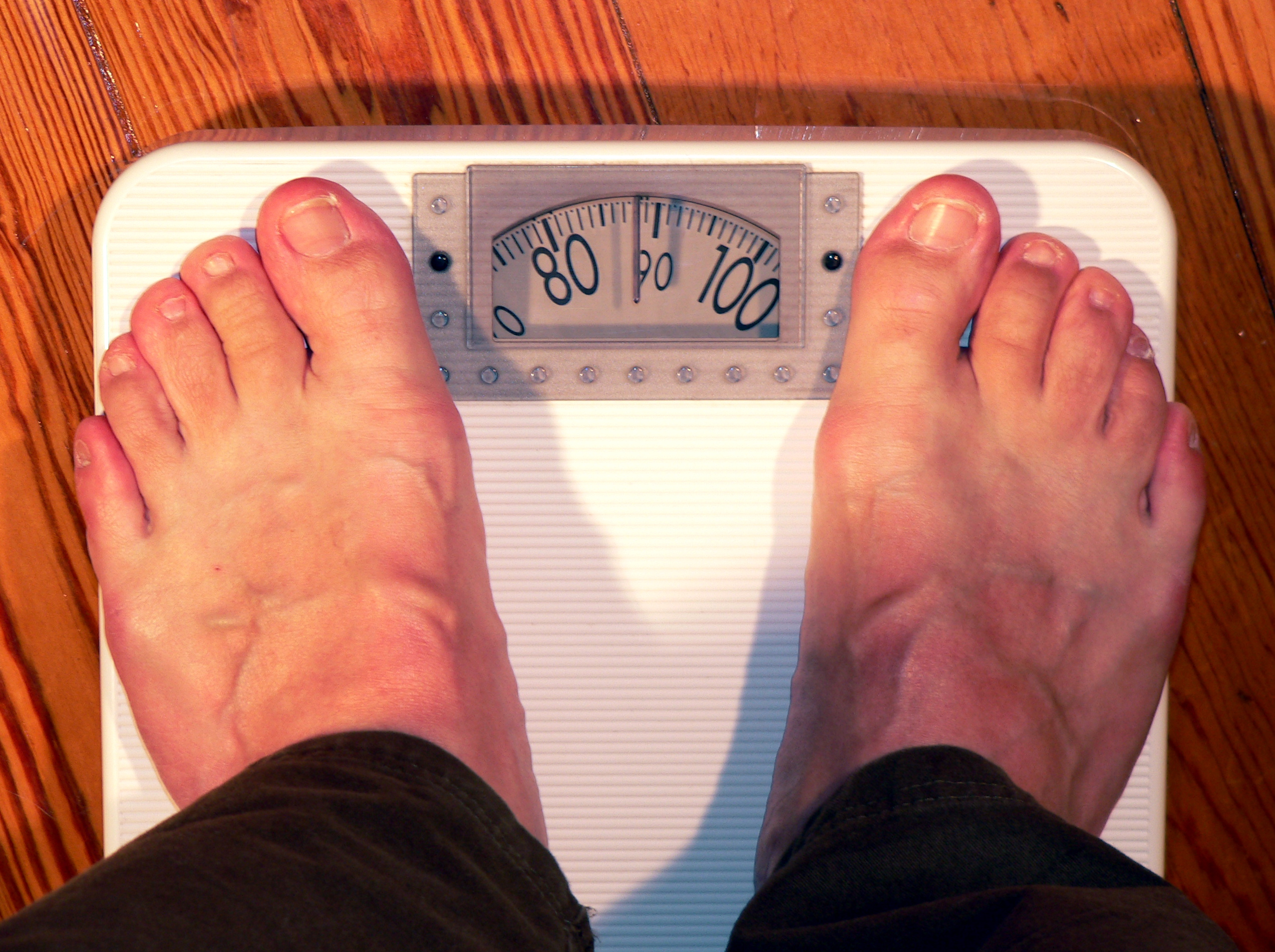
Mechanische Waage mit Drehskala
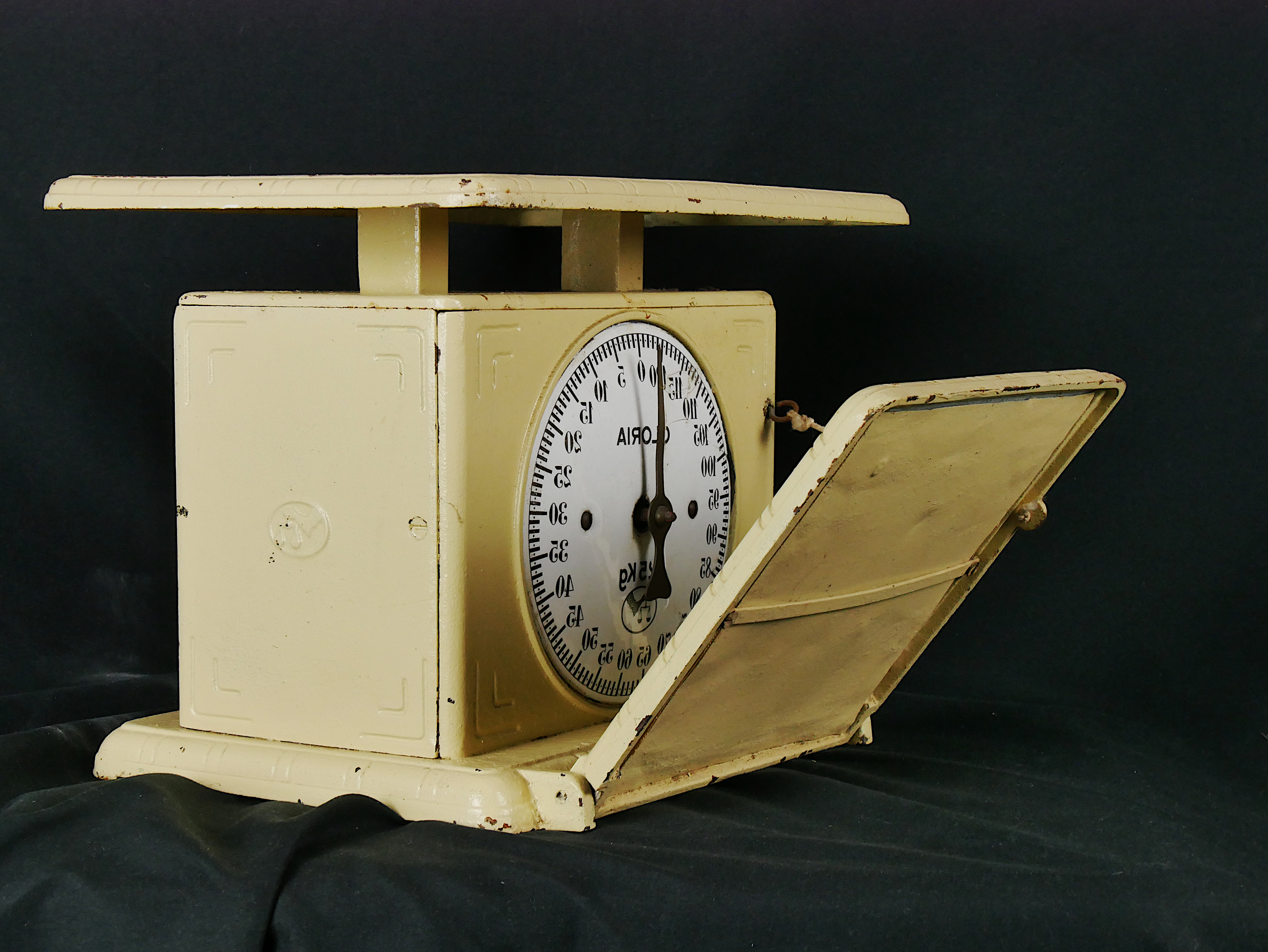
Spiegelwaage
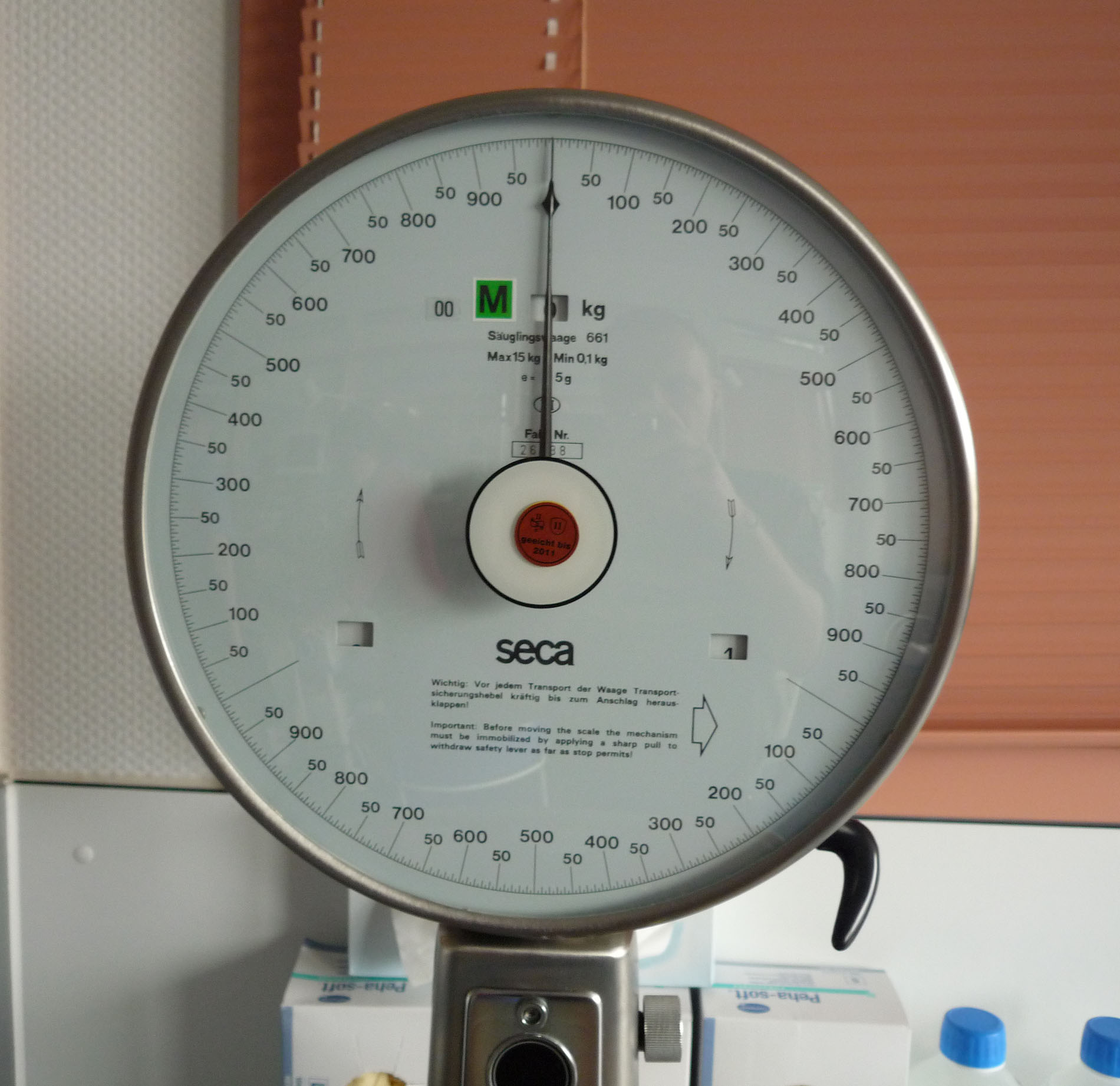
Vollsichtskala bei einer Babywaage
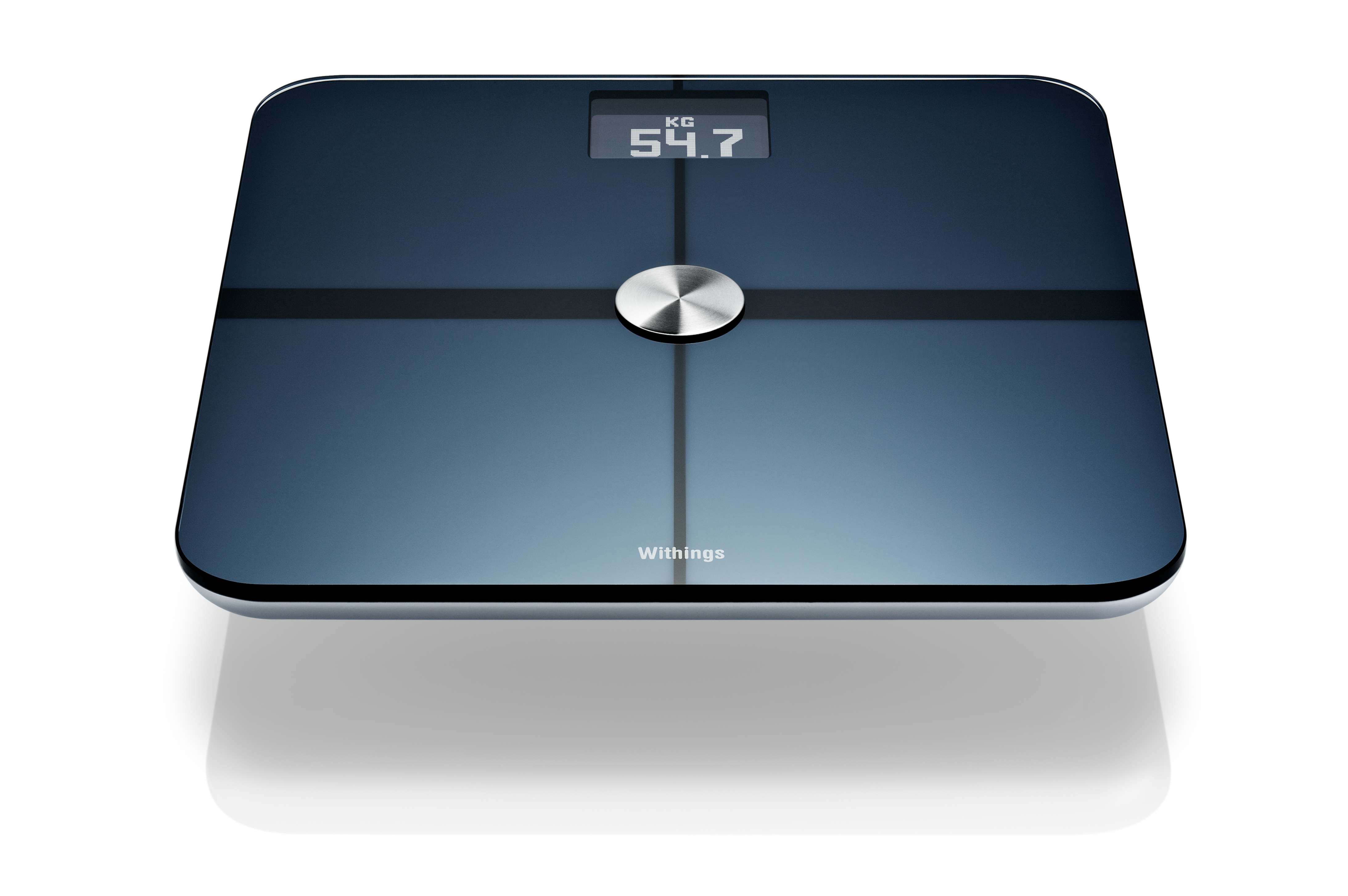
Personenwaage mit WLAN-Synchronisierung
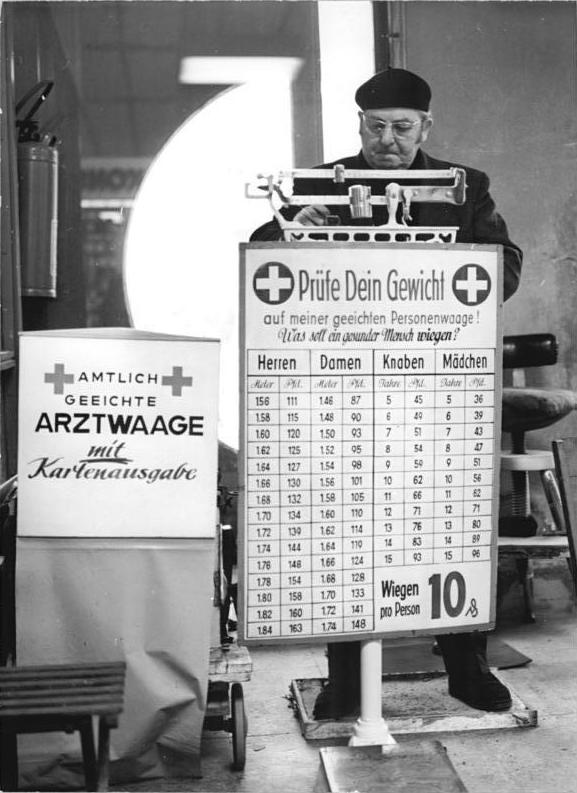
Laufgewichtswaage, Berlin, 1971

## Bauformen nach Anwendung
- Standwaage oder Badwaage: Beim Wiegevorgang steht die Person mit beiden Füßen auf der Trittfläche der Waage. Die Gewichtsanzeige ist üblicherweise mittig im Bereich der Zehen angeordnet. Die Standwaage ist die häufigste Form der Personenwaage und in fast jedem Haushalt anzutreffen.
- Sitzwaage oder Stuhlwaage: Die optisch mit einem Rollstuhl vergleichbare Bauform eignet sich zum Wiegen körperschwacher oder gehbehinderter Patienten und wird meist im Krankenhaus oder Seniorenheim eingesetzt.[3] Sind an beiden Seiten Auffahrrampen angebracht, handelt es sich um eine Rollstuhlwaage.[4]
- Babywaage oder Säuglingswaage: Mit Hängewaage und Schalenwaage werden zwei Bauformen unterschieden. Bei Hängewaagen wird das Baby in einer Wiegehose oder einem Wiegetuch an die Waage gehängt. Da diese Waagen kompakt und leicht sind, werden sie vor allem von Hebammen bei ihren Hausbesuchen verwendet. Bei Schalenwaagen wird der Säugling in eine Wiegemulde gelegt. Eine Schalenwaage ist stabil und schwer und wird daher meist stationär eingesetzt. Für den mobilen Einsatz gibt es zusammenklappbare Modelle.
- Adipositaswaage: Personenwaagen für übergewichtige Personen haben einen höheren Wägebereich, eine stabilere Wägeplatte und eine größere Trittfläche für einen sicheren Stand. Der Wägebereich liegt im Allgemeinen bei 300 kg, bei einer Teilung von 100–200 g.[5]
- Öffentliche Personenwaage: Aufgestellt in einem öffentlichen Bereich, funktionieren diese historischen Waagen zum Teil heute noch. Nach Einwurf einer Münze zeigen sie dem Wiegewilligen das Körpergewicht an. Einige Modelle drucken das Resultat auf eine Wiegekarte[6] und werfen diese aus.
- Körperfettwaage: Eine Bauform der digitalen Personenwaagen. Durch Messung des komplexen Widerstands des Körpers von einem Bein zum anderen wird der Fettgehalt im Körper bestimmt.
- Körperanalysewaage: Weiterentwicklung der Körperfettwaage. Neben dem Fettgehalt werden auch Wassergehalt und Muskelmasse des Körpers ermittelt.

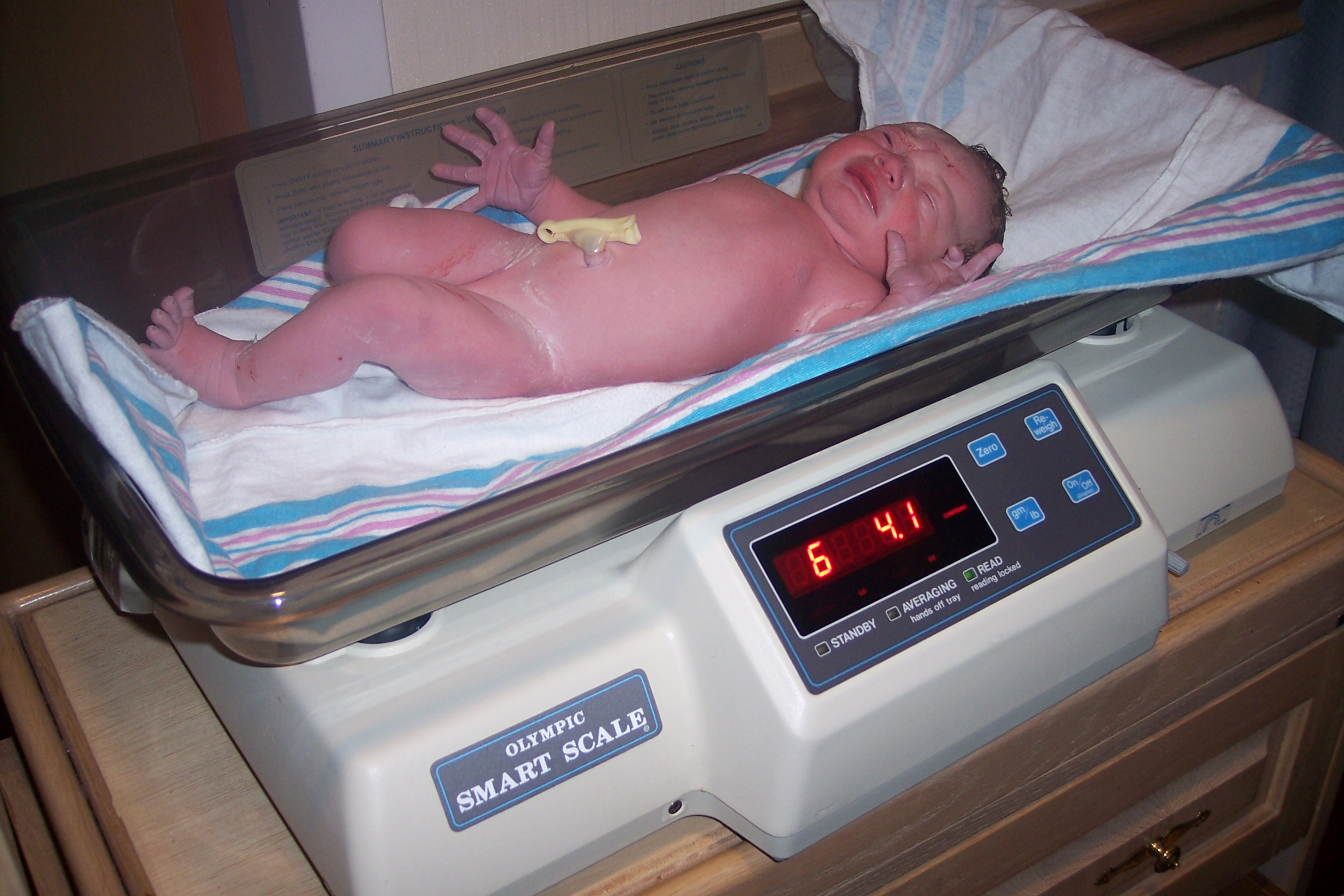
Elektronische Baby-Schalenwaage
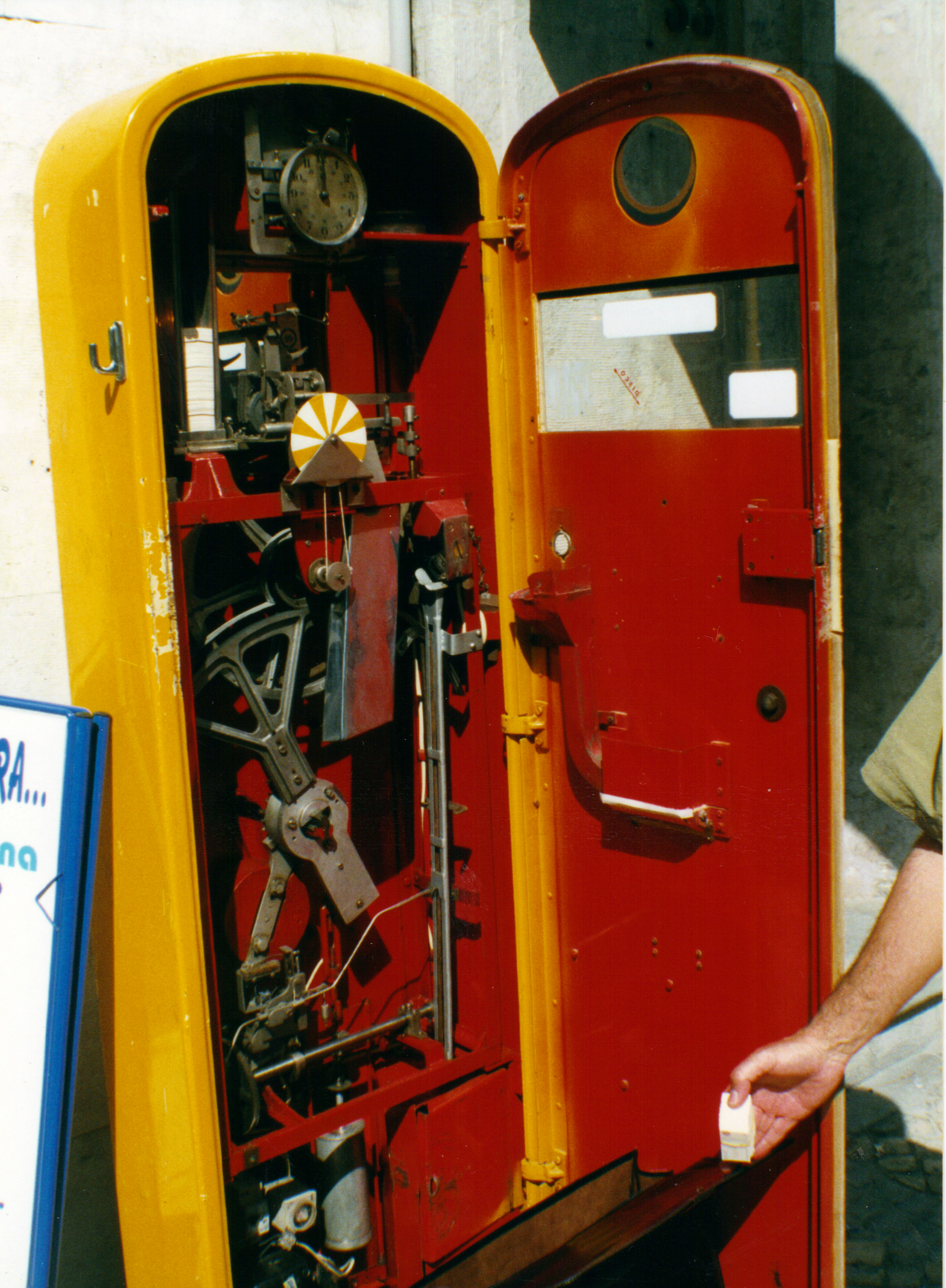
Inneres einer öffentlichen Personenwaage, Lissabon, 1998
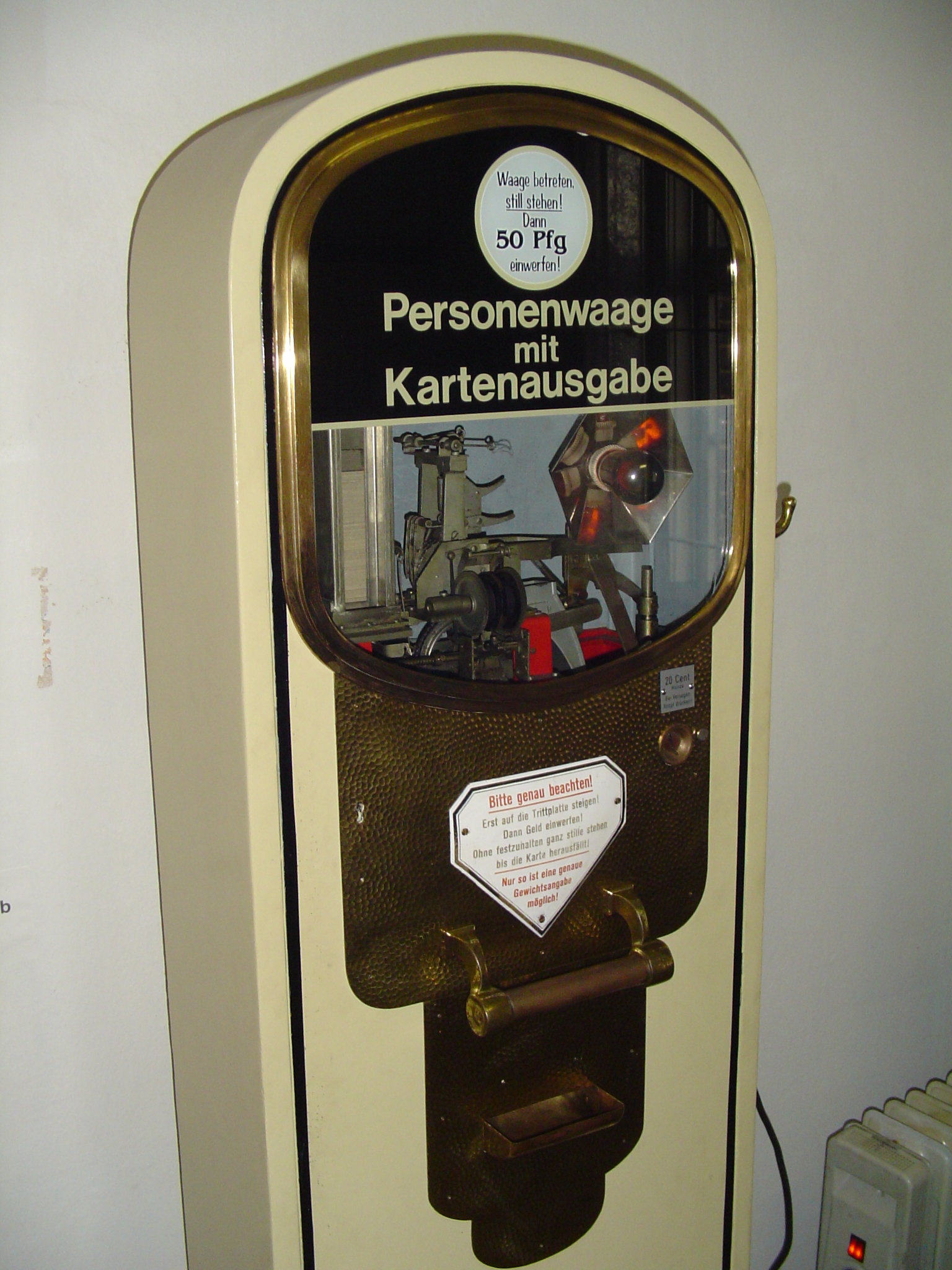
Öffentliche Personenwaage mit Kartenausgabe
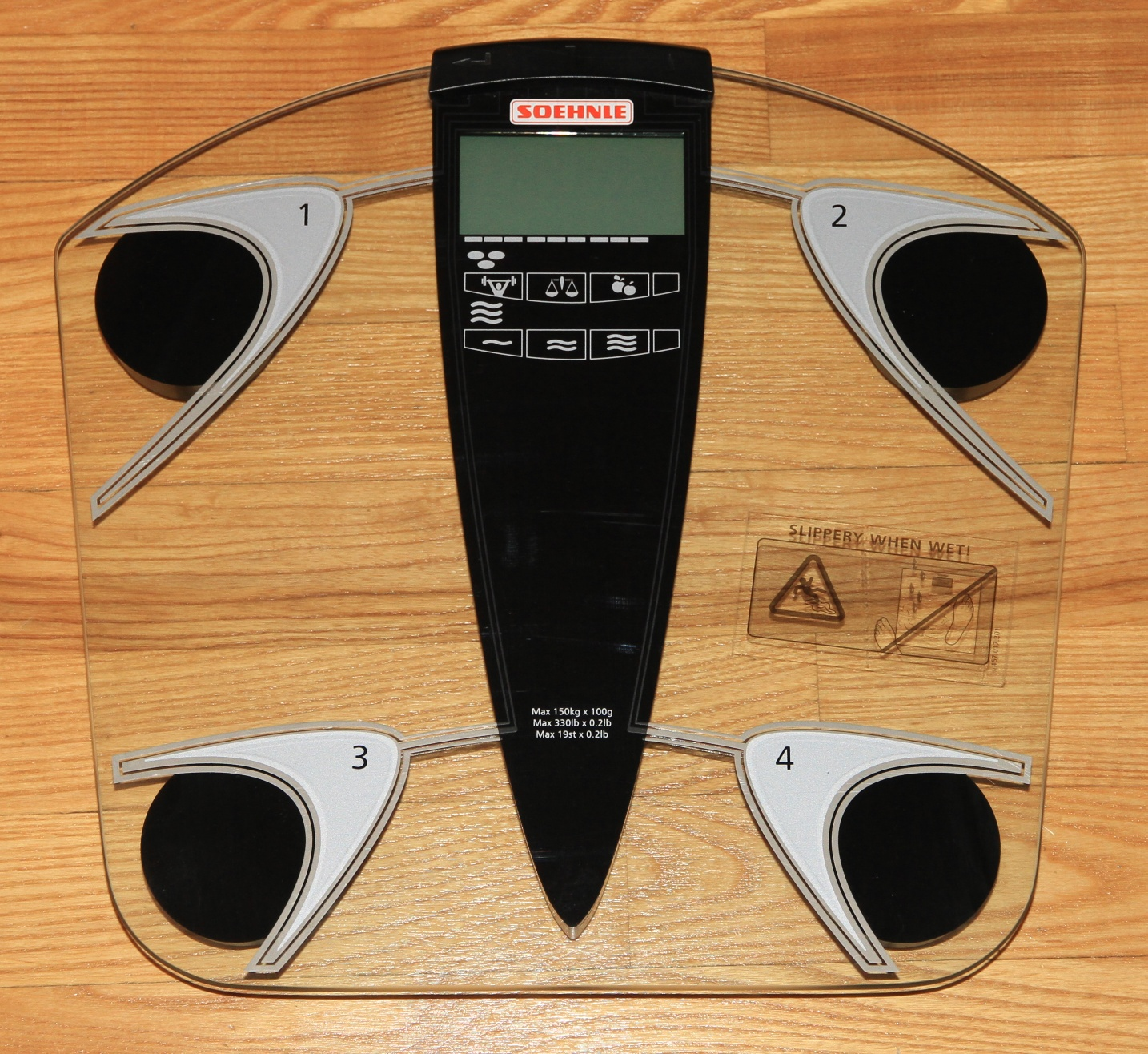
Körperfettwaage